# Cromo (estampa)
Cromos (conhecidas popularmente no Brasil como figurinhas) são estampas coloridas que podem ser colecionadas, como as da empresa italiana Panini Group.
Normalmente os cromos estão associados ao futebol, mas também abordam muitos outros temas, de cariz didáctico ou de cultura geral (história, geografia, civilizações, fauna, flora, etç), mas actualmente mais virados para o mundo da TV, espectáculos, música e cinema.
A multinacional Panini e a inglesa Merlin, são duas das editoras actuais mais conhecidas a nível internacional dominando o mercado. Em Portugal existe a Vintagedream.
Em Portugal o fenómeno dos cromos e das cadernetas (suporte para os cromos, no Brasil é chamado de álbum) tem ganho adeptos e despoletado interesses de coleccionistas e saudosistas, a que não é alheio o aparecimento de diversos sites na Internet dedicados ao assunto.
Algumas coleções podem ser encontradas em seu formato digital sendo chamadas cromos digitais. São de temáticas variadas, onde os utilizadores podem podem colecionar e fazer as suas trocas online.

## História
Os cartões de comércio, primeiros prêmios encontrados em produtos de varejo, foram criados para promover marcas e inseridos em pacotes de cigarros como reforços para proteger o conteúdo. Allen and Ginter, nos EUA (1886), e W.D. & H.O. Wills, no Reino Unido (1888), foram as primeiras empresas de tabaco a produzir cartões promocionais. Logo, começaram a aparecer imagens litografadas nos cartões, com temas variados como natureza, guerra e esportes. Até 1900, milhares de conjuntos de cartões eram fabricados por diversas empresas. Após o sucesso, outros produtos também passaram a incluir cartões de comércio. A produção de cartões de cigarro foi interrompida pela Segunda Guerra Mundial, e, após isso, os colecionadores passaram a focar em cartões de chá no Reino Unido e de chiclete nos EUA.